# جون كاسل
جون كاسل (بالإنجليزية: John Castle)‏ هو لاعب كرة قاعدة أمريكي، ولد في 1 يونيو 1879 في هاني بروك في الولايات المتحدة، وتوفي في 13 أبريل 1929 في فيلادلفيا في الولايات المتحدة.

## وصلات خارجية
- جون كاسل على موقعبيزبول رفرنس.كوم (الدوري الرئيسي) (الإنجليزية)